# MAC-adres
Een MAC-adres is een vrijwel uniek identificatienummer dat aan een apparaat in een ethernetnetwerk is toegekend. In het OSI-model valt een MAC-adres in de datalinklaag (meer specifiek: de Media Access Control-sublaag).
MAC staat voor "media access control" en wordt ook wel hardware-adres of fysiek adres genoemd. Het zorgt ervoor dat apparaten in een ethernetnetwerk met elkaar kunnen communiceren. Vrijwel ieder netwerkapparaat heeft een vast, door de fabrikant bepaald MAC-adres. MAC-adressen zijn alleen lokaal relevant. Zodra een pakket een router passeert verandert zowel het bron- als bestemmings-MAC-adres.
Het MAC-adres is 48 bits lang en wordt meestal in hexadecimale vorm aangeduid, bijvoorbeeld 00:0C:6E:D2:11:E6, 7a-b0-ae-64-29-79 en 7ab0.ae64.2979. In deze door de IEEE 802-standaard bepaalde nummering (MAC48) zijn er 281.474.976.710.656 (248 = 2566) unieke mogelijkheden. Er is al een nieuwe standaard omdat wordt verwacht dat de unieke nummering ooit 'op' zal raken. In principe dient elk apparaat een uniek MAC-adres te hebben en mogen er geen twee dezelfde zijn in een netwerk. Dit wordt bereikt door aan elke fabrikant van netwerkapparatuur een verschillend bereik van adressen toe te kennen. De fabrikanten mogen elk adres maar eenmaal gebruiken.  Aan de eerste 24 bits van een MAC-adres (de Organizational Unique Identifier (OUI)) kan de fabrikant van de apparatuur worden afgeleid; daarvan zijn er dus 224 = 16.777.216 mogelijk.
Een host op een lokaal netwerk begint een verbinding door het opvragen van het MAC-adres van de ontvangende partij. Indien er geen statische verwijzing is aangemaakt op de host geschiedt dit met het address resolution protocol en het broadcast-MAC-adres FF:FF:FF:FF:FF:FF. Om het gebruik van broadcasts te verminderen worden eenmaal geleerde netwerkverwijzingen meestal tijdelijk lokaal gecachet. Een netwerkswitch onthoudt de MAC-adressen van aangesloten apparatuur in de CAM-table (content addressable memory) zodat verkeer tussen twee betrokken systemen doorgeschakeld kan worden en niet over alle kabels in een sternetwerk hoeft te worden gestuurd. Dit is erg bevorderlijk voor de snelheid van het netwerk.
Een MAC-adres kan ook gebruikt worden om een EUI-64-IPv6-adres te vormen.
Sommige internetproviders gebruiken het MAC-adres om hun klanten te kunnen identificeren. Als de internetverbinding niet meer werkt na het installeren van een nieuwe modem, dient men de provider te vragen een ARP-flush uit te voeren, of kan men soms met een softwarematige truc het vorige MAC-adres nabootsen (mac-cloning).
Door het versturen van ARP-pakketten met vervalste MAC-adressen (arp-spoofing) is het mogelijk om een man-in-the-middle-aanval uit te voeren. Ook kan het versturen van een overvloed aan ARP-pakketten met willekeurige MAC-adressen bij een aantal switches ertoe leiden dat deze 'denken' dat hun CAM-table waardeloos is waardoor ze vervolgens alle pakketten uit alle poorten doorsturen en effectief in een hub veranderen (cam-table-flooding). Een aanvaller kan vervolgens middels een packet sniffer al het lokale netwerkverkeer aftappen.
Het gebruik van MAC-adressen in een draadloos netwerk om de authenticiteit van gebruikers te controleren is door de mogelijkheid van nabootsen geen serieuze oplossing voor de beveiliging.

## Preventie
Indien een computer met daarin een netwerkadapter gestolen wordt, dan kan in bepaalde gevallen via het MAC-adres van de ingebouwde netwerkadapter(s) de computer getraceerd worden.